# Agathe Fontain
Agathe Fontain (født 9. juni 1951 i Sisimiut) er en grønlandsk politiker. Hun er medlem af Inuit Ataqatigiit og blev valgt ind i landstinget i 2002.. Hun er gift og har 3 børn. Hun har været medlem af landstinget i 2002-2006, 2007- 2009 og siden 2013. Hun var sundhedsminister under Kuupik Kleist (2009-2013).